# Compo Company

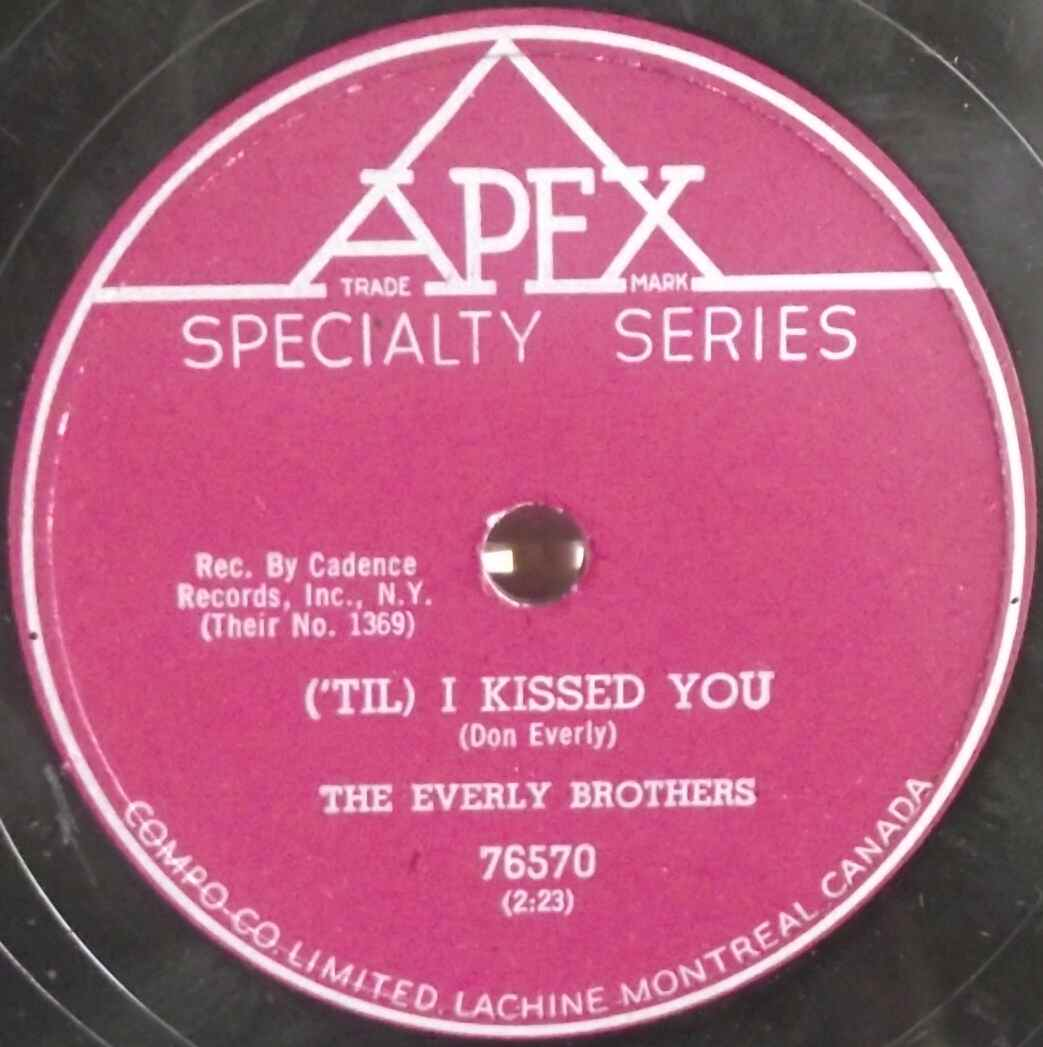
Everly Brothers "('Til) I Kissed You" utgiven på Compos Apex-etikett 1959.

Compo Company Limited var Kanadas första oberoende skivbolag. Det grundades 1918 i Lachine (idag en del av Montreal, då en egen stad, "city") av Herbert Samuel Berliner (1882–1966), den äldste sonen till grammofonens, och därmed grammofonskivans, uppfinnare Emile Berliner.
Compo startades för att tillgodose utgivningen av material från de USA-amerikanska skivbolagen som, exempelvis, OKeh och inledningsvis pressade Compo grammofonskivor åt dessa bolag. År 1921 frigjorde Herbert Berliner Compo från faderns Berliner Gram-O-Phone (efter att han via påtryckningar från Victor avskedats från faderns företag). År 1935 började Compo ge ut Deccas skivor och 1951 köptes Compo av Decca. Compo byggde en ny pressanläggning i Cornwall, Ontario 1963 (vilken var i drift till 1976) och bytte namn till MCA Records (Canada) 1970.
Utöver utgivning av material inspelat i USA, gav Compo även ut egna inspelningar av kanadensiska artister (och även av andra) under egna etiketter som Apex och Starr. Dessutom pressades mycket material som icke-amerikanska bolag gav ut i Kanada av Compo - exempelvis en stor del av Beatles inspelningar